# San Antonio Spurs 1983-1984
La stagione 1983-84 dei San Antonio Spurs fu l'8ª nella NBA per la franchigia.
I San Antonio Spurs arrivarono quinti nella Midwest Division della Western Conference con un record di 37-45, non qualificandosi per i play-off.

## Classifica
| Squadra           | V  | P  | %    | GB |
| ----------------- | -- | -- | ---- | -- |
| Utah Jazz         | 45 | 37 | 54,9 | -  |
| Dallas Mavericks  | 43 | 39 | 52,4 | 2  |
| Denver Nuggets    | 38 | 44 | 46,3 | 7  |
| Kansas City Kings | 38 | 44 | 46,3 | 7  |
| San Antonio Spurs | 37 | 45 | 45,1 | 8  |
| Houston Rockets   | 29 | 53 | 35,4 | 16 |

## Roster
| N° | Naz.                   | Ruolo | Sportivo           | Anno | Alt. | Peso |
| -- | ---------------------- | ----- | ------------------ | ---- | ---- | ---- |
|    | Stati Uniti (bandiera) | G     | Keith Edmonson     | 1960 | 196  | 88   |
| 00 | Stati Uniti (bandiera) | G     | Johnny Moore       | 1958 | 185  | 79   |
| 4  | Stati Uniti (bandiera) | G     | John Paxson        | 1960 | 188  | 84   |
| 10 | Stati Uniti (bandiera) | G     | Ron Brewer         | 1955 | 193  | 82   |
| 11 | Stati Uniti (bandiera) | AC    | Fred Roberts       | 1960 | 208  | 99   |
| 12 | Stati Uniti (bandiera) | G     | Kevin Williams     | 1961 | 188  | 79   |
| 15 | Stati Uniti (bandiera) | G     | John Lucas         | 1953 | 191  | 79   |
| 20 | Stati Uniti (bandiera) | GA    | Gene Banks         | 1959 | 201  | 98   |
| 21 | Stati Uniti (bandiera) | GA    | Roger Phegley      | 1956 | 198  | 93   |
| 25 | Stati Uniti (bandiera) | A     | Steve Lingenfelter | 1958 | 206  | 102  |
| 25 | Stati Uniti (bandiera) | AC    | Dave Robisch       | 1949 | 208  | 109  |
| 25 | Stati Uniti (bandiera) | A     | Brant Weidner      | 1960 | 206  | 107  |
| 31 | Stati Uniti (bandiera) | AC    | Mark McNamara      | 1959 | 211  | 109  |
| 32 | Stati Uniti (bandiera) | C     | Darrell Lockhart   | 1960 | 206  | 113  |
| 34 | Stati Uniti (bandiera) | A     | Mike Mitchell      | 1956 | 201  | 98   |
| 41 | Stati Uniti (bandiera) | A     | Bob Miller         | 1956 | 208  | 107  |
| 42 | Stati Uniti (bandiera) | AC    | Edgar Jones        | 1956 | 208  | 102  |
| 44 | Stati Uniti (bandiera) | GA    | George Gervin      | 1952 | 201  | 82   |
| 45 | Stati Uniti (bandiera) | C     | Dave Batton        | 1956 | 208  | 111  |
| 53 | Stati Uniti (bandiera) | C     | Artis Gilmore      | 1949 | 218  | 109  |

## Staff tecnico
- Allenatori: Morris McHone (11-20) (fino al 28 dicembre)[1], Bob Bass (26-25)
- Vice-allenatore: Allan Bristow